# Upgrade U
Upgrade U – piosenka amerykańskiej wokalistki rhythm and bluesowej Beyoncé Knowles, nagrana z udziałem rapera Jaya-Z, pochodząca z jej drugiego albumu solowego, B’Day.
„Upgrade U” wydana została w Stanach Zjednoczonych wyłącznie jako singel promocyjny. Piosenka zebrała zróżnicowane recenzje krytyków i uplasowała się na 59. pozycji Billboard Hot 100 oraz 11. Hot R&B/Hip-Hop Songs.

## Nagrywanie
Piosenka zawiera sample „Girls Can’t Do What the Guys Do” (1968) Betty Wright. „Upgrade U” wyprodukowana została przez Swizz Beatza, Camerona Wallace’a i Knowles oraz została nagrana w nowojorskich Sony Music Studios. Siostra wokalistki, Solange, jest współautorką tekstu. „Upgrade U” jest drugą kolaboracją z Jayem-Z na B’Day. T.I. nagrał kilka wersów do utworu, jednak wersja ta nie została umieszczona na albumie, tylko wykorzystana w późniejszym oficjalnym remiksie „Upgrade U”.

## Struktura muzyczna i tekst
„Upgrade U” jest utrzymanym w tonacji d-moll utworem hip hopowym, z wyczuwalnymi wpływami popowymi i soulowymi.
Tekst „Upgrade U” opowiada o kobiecie oferującej luksusowe dobra swojemu partnerowi, aby podnieść jego styl życia oraz reputację. Jay-Z i Beyoncé wymieniają w piosence nazwy wielu luksusowych marek, w tym: Audemars Piguet, szwajcarski producent zegarków; Jacob the Jeweler, słynny jubiler; Cartier, producent biżuterii i zegarków; Hermès, producent luksusowych produktów; Lorraine Schwartz, słynny jubiler; Ralph Lauren Purple Label, oddział Ralpha Laurena z produktami z „wyższej półki”; Natura Bisse Diamond Cream, krem z diamentowym pyłem; „6 star pent suites”, sześciogwiazdkowe hotele, których na świecie jest zaledwie kilka, a wśród nich Crown Macau w Chinach i Dreams Los Cabos w Meksyku; Wybrzeże Amalfi we Włoszech; Fendi, producent luksusowych produktów; The Bloomberg Luxury Accommodation Group, należąca częściowo do rodzin Calangian i Zobel, grupa posiada wille i hotele na całym świecie, ofertę kieruje przede wszystkim do milionerów.

## Wykorzystanie piosenki
Fraza „let me upgrade u” pojawiła się w: „She Got It” 2 Pistols, „Lip Gloss” Lil’ Mamy, „Throw Some D’s” Kanye Westa i Rich Boya oraz „Easy” Bow Wowa. Inny wers „Upgrade U”, „front page ya”, wykorzystany został w „Make Me Better” Fabolousa i Ne-Yo. Raper Lil Wayne nagrał freestyle’a do melodii „Upgrade U” i wydał go na mikstejpie Da Drought 3.

## Sukces komercyjny
Po wydaniu B’Day i przed oficjalną premierą singla „Upgrade U”, piosenka zdobyła popularność w amerykańskich stacjach radiowych. 9 listopada 2006 zadebiutowała na 92. miejscu Billboard Hot 100. 27 listopada wydana została jako singel promocyjny na płycie gramofonowej. Ostatecznie singel uplasował się na 11. pozycji R&B/Hip-Hop Songs oraz 59. Hot 100. „Upgrade U” pozostawał na liście przez osiemnaście tygodni.

## Wideoklip
Teledysk do „Upgrade U” nakręcony został przez Melinę Matsoukas i Beyoncé, podczas dwutygodniowych prac nad B’Day Anthology Video Album. Jay-Z nagrał swoje części po tym, jak Knowles zarejestrowała swoje sceny. Podczas niektórych rapowych wersów, wokalistka udaje Jaya-Z.
Teledysk miał premierę 28 lutego 2007 roku w programie 106 & Park BET, tego samego dnia, co wideoklip do „Beautiful Liar” w TRL. „Upgrade U” zajął 6. miejsce w 106 & Park, natomiast w Wielkiej Brytanii teledysk uplasował się na szczycie Base Chart Show MTV Base.
Na początku teledysku Beyoncé wciela się w rolę Jaya-Z, udając, że wykonuje jego fragmenty, ubrana w utrzymany w hip hopowym stylu strój. Następnie, w okularach Cazal 907, śpiewa na tylnym siedzeniu Rolls-Royce’a. Podczas refrenu wokalistka tańczy w złotej minisukience, po czym ponownie imituje Jaya-Z. W połowie dołącza do niej raper i kończy swój fragment samodzielnie. Beyoncé ma na sobie dużo biżuterii oraz złote zegarki, które mają obrazować motyw luksusu, stanowiący motyw przewodni piosenki.

## Formaty i listy utworów
Wydanie 12” I
1. „Upgrade U” (wersja albumowa) – 4:32
2. „Upgrade U” (wersja instrumentalna) – 4:32
3. „Upgrade U” (wersja albumowa bez rapu) – 4:02
4. „Upgrade U” (a cappella) – 4:32

Wydanie 12” II
1. „Upgrade U” (wersja albumowa) – 4:32
2. „Creole” – 3:53
3. „Lost Yo Mind” – 3:47
4. „Back Up” – 3:27

## Pozycje na listach
| Lista (2006-2007)                    | Najwyższa pozycja |
| ------------------------------------ | ----------------- |
| Romanian Singles Chart               | 21                |
| U.S. Billboard Hot 100               | 59                |
| U.S. Billboard Hot R&B/Hip-Hop Songs | 11                |
| UK Singles Chart                     | 176               |